# Schück Bernát
Schück Bernát (Karcag, 1872. december 1. – Temesvár, 1941. október 14.) rabbi, izraelita teológiai író.

## Életútja, munkássága
A karcagi kerület főrabbijának, Schück Salamonnak (1844–1916) és Rosenfeld Rózának a fia. Tanulmányait a pozsonyi rabbiiskolában végezte; később bajorországi egyetemeken a bölcseletet és a keleti nyelveket tanulmányozta. Fiatalabb korában tárcákat fordított németből, és önálló írásokat is közölt magyarországi hírlapokban. A temesvár-józsefvárosi ortodox zsidó hitközség főrabbijaként szolgált, tagja volt az 1918 decemberében Temesvárt alakult Zsidó Nemzeti Szövetség Intéző Bizottságának. 1898. november 14-én Várpalotán házasságot kötött Singer Sárával.
Több tanulmánya és könyve jelent meg. Megírta a zsidó nemzeti mozgalom történetét. Zsidó szövegrészek beiktatásával magyarul és németül Temesváron jelentette meg 1904-ben Hit és állam c. munkáját, amelyben a vallás helyét és szerepét elemezte s taglalta a modern államban.